# ASh-2
Die ASh-2 und die ASh-4 (russisch АЖ-2) waren sowjetische von Flugzeugen abgeworfene Brandbomben, die im Zweiten Weltkrieg eingesetzt wurden. Die ASh-2 wurde 1939 in die Bewaffnung aufgenommen. Jährlich wurden 750.000 Stück produziert.

## Aufbau
Die ASh-2-Brandbombe bestand aus einer Kugel mit einem Durchmesser von 125 mm. Der Bombenkörper bestand aus Weißblech mit einer Wandstärke von 0,2–0,3 mm. Auf der kreisrunden Oberfläche waren vier umlaufende Kerben angebracht, welche als Sollbruchstellen dienten. Einen Zünder hatte die Bombe nicht. Befüllt waren die ASh-2-Bomben mit 1,53 kg der Brandflüssigkeit KS. Diese verwendete als Basis Motorenbenzin, Dieselkraftstoff oder Kerosin. Dem wurde eine Mischung aus Weißem Phosphor, Schwefel und Tetraphosphortrisulfid beigemischt.

## Einsatzweise
Die ASh-2-Brandbombe wurde aus Behältern oder Streubomben abgeworfen. Beim Aufprall auf der Erdoberfläche zerplatzte die dünnwandige Bombenhülle und verspritzte die flüssige Brandmischung. Diese entzündete sich bei dem Kontakt mit Luft sofort. Die klebrige Flüssigkeit brannte 1,5–3 Minuten mit einer Temperatur von 800–1000 °C. Dabei entwickelte sie starken weißen Rauch. Sie klebte an Fahrzeugen und verschmierte Sehschlitze, Scheiben und Beobachtungsgeräte. Der weiße Rauch blendete auch die Besatzungen.
Bereits kleine Spritzer der Brandmischung verursachten schwere und schlecht heilende Verbrennungen auf der Haut. Wegen seiner hydrophoben Eigenschaften konnte die Brandmischung zudem nur schlecht mit Wasser gelöscht oder von der Haut entfernt werden. Daneben konnte der beissende weiße Rauch auch zu Vergiftungen führen.

## Varianten
- ASh-2: Befüllt mit der Brandmischung KS oder HBP.[2]
- ASh-2NOW: Befüllt mit sesshaften chemischen Kampfstoffen und UWUD-Zünder.[1]
- ASh-2SOW: Befüllt mit flüchtigen chemischen Kampfstoffen und UWUD-Zünder.[1]
- ASh-4: Vergrößerte Ausführung mit einem Durchmesser von 260 mm und einer Füllung von 3,14 kg Brandflüssigkeit.[1]
- OKT-1,5: Weiterentwicklung der ASh-2 während des Kalten Kriegs.[3]

## Streubehälter
Die ASh-2-Brandbombe wurden von Flugzeugen aus Streumunitionsbehälter abgeworfen. Bekannte Behälter waren der WAP-500, ABK-P-500 und der KMB 150. Als Einsatzflugzeuge kamen hauptsächlich der Bomber Tupolew SB-2 und das Schlachtflugzeug Iljuschin Il-2 zum Einsatz. Letzteres konnte 150 ASh-2 zum Einsatz bringen.

## Einsatz
Die ASh-2-Brandbombe wurde ab 1941 von der Roten Armee eingesetzt. Die größten Einsätze erfolgten im Rahmen der Schlacht um den Kursker Bogen und bei der Schlacht von Stalingrad. Der Zeitzeuge Wilhelm Tieke berichtete von einem Einsatz „neuartiger Phosphorkugeln“ die „üble Verbrennungen auf der Haut verursachen“ bei Kämpfen am 2. November 1942 nahe Gisel im Vorstoß in den Kaukasus.

## Sonstiges
Die ASh-2KS war eine unveränderte Version für die Infanterie, die diese mit speziellen Werfern 250 Meter weit verschießen konnte.